# Return on equity

In finanza aziendale, il return on common equity (ROE) è un indice di redditività del capitale proprio. Costituisce uno degli indici più sintetici dei risultati economici dell'azienda. È un indice di percentuale per il quale il reddito netto (RN) prodotto in un anno viene rapportato ai mezzi propri (MP): il capitale netto, o capitale proprio dell'esercizio T-1, ossia alla condizione di produzione di diretta pertinenza.
{\displaystyle {\mbox{ROE}}={\frac {\mbox{RN}}{\mbox{MP}}}}
Alternativamente, si può ricavare il ROE dagli altri indici di bilancio:
{\displaystyle {\mbox{ROE}}={\mbox{ROI}}\times {\mbox{Leverage}}\times {\mbox{IGNC}}}
o
{\displaystyle {\mbox{ROE}}={\mbox{ROA}}\times {\mbox{ME}}}

## Descrizione
Conoscendo questo indice e il concetto di valore attuale netto, si può facilmente ipotizzare in via preliminare un rendimento atteso per il titolo azionario di quella azienda. Il rendimento atteso di un investimento non privo di rischio è calcolabile come il tasso di interesse di investimenti privi di rischi o, maggiorato di un premio di rischio. Generalmente si riferisce il tasso privo di rischio all'acquisto di un titolo di pari valuta e durata emesso da soggetto pubblico avente massimo rating; il premio di rischio può quantificarsi in una maggiorazione del 50% sul tasso privo di rischio.
Per poter dire se un dato valore di ROE è buono o cattivo bisogna metterlo a confronto con il rendimento di investimenti alternativi (BOT, CCT, depositi bancari, ecc.), cioè valutare il costo opportunità dell'investimento nell'azienda in questione. La differenza fra gli investimenti alternativi "sicuri" (BOT, CCT, ecc.) e il valore del ROE viene definita "premio al rischio" in quanto "premia" un investimento rischioso. Se il premio al rischio fosse 0 non avrebbe senso investire nell'attività rischiosa (un'impresa) in quanto è possibile ottenere la stessa remunerazione senza rischiare nulla. Gli extraprofitti sono le quote di utile aziendale che eccedono il ROE medio del mercato di appartenenza. Gli extraprofitti sono associabili a un rischio finanziario maggiore.

### Schema DuPont
Un ulteriore metodo di derivazione del ROE, reso popolare dalla società DuPont, è il cosiddetto Schema DuPont.